# De duistere diamant (stripverhaal)
De duistere diamant is het zesenveertigste stripverhaal uit de reeks van Suske en Wiske. Het is geschreven door Willy Vandersteen en gepubliceerd in De Standaard en Het Nieuwsblad van 28 februari 1958 tot en met 10 juli 1958. Belangrijke thema's in het verhaal zijn alchemie en hekserij.
De eerste albumuitgave was in 1958, in de Vlaamse ongekleurde reeks met nummer 34. In 1971 werd het verhaal uitgebracht in de Vierkleurenreeks met albumnummer 121. De geheel oorspronkelijke versie verscheen in 1997 opnieuw in Suske en Wiske Klassiek. In 2022 werd in de hommage-reeks van Suske en Wiske een vervolg op dit verhaal gegeven in Geduvel op de heide.

## Personages
- Suske, Wiske met Schanulleke, tante Sidonia, Lambik, Jerom, professor Barabas, Alwina, Baron Rijkopers, de pers, de Vierschaar, de Piekeniers, boogschutters, de Zwarte Ridder, de geest van de alchemist

## Locaties
- De Ganzenhoeve
- Het kasteel van de baron
- Het moeras waar altijd mist hangt
- De druïdentempel
- De toren van de magiër

## Uitvindingen
- De teletijdmachine, een magische armbanden om terug naar het heden te gaan

## Het verhaal
Lambik vraagt Suske, Wiske en tante Sidonia mee op vakantie op een oude boerderij, De Ganzenhoeve. Jerom gaat niet mee, hij heeft een baan bij het ministerie. De eigenares van de boerderij is een jonge vrouw genaamd Alwina, die om onduidelijke redenen wordt gemeden door de lokale bevolking. 
Suske en Wiske vinden in het naburige moeras een zwarte diamant. Alwina vertelt de legende over een toren in het moeras. Later wordt de toren inderdaad door Lambik gevonden. De zwarte diamant wordt verkocht aan baron Rijnkopers, die een presentatie voor de pers organiseert. Suske en Wiske staan als vinders trots naast de diamant. Dan gaat opeens het licht uit en even later blijkt de diamant te zijn gestolen. Als Suske en Wiske worden beschuldigd van de diefstal, vluchten ze met de teletijdmachine naar het verleden, omstreeks 1400.
Wiske maakt in dit tijdperk in een herberg een foto. Niemand begrijpt wat er gebeurt, fotografie is immers in de 15e eeuw nog niet uitgevonden. Ze wordt van hekserij beschuldigd. Wiske wordt opgepakt en voor de Vierschaar (de rechtbank van die tijd) gedaagd. Ze mag op traditionele wijze bewijzen dat ze geen heks is: via de brandstapel. Dan arriveren ook Lambik, tante Sidonia en Alwina via de teletijdmachine op het marktplein met een jeep. De middeleeuwers raken opnieuw in paniek en in de chaos kan Wiske bevrijd worden. De jeep wordt aangevallen door de lokale drakendoder, maar de vrienden ontsnappen. Professor Barabas heeft armbanden uitgevonden, waarmee ze alsnog naar de 20e eeuw kunnen terugreizen als de teletijdmachine hapert. De vrienden delen de armbanden uit. 
Alwina vertelt nu dat ze afstamt van tovenaars en alchemisten die hier al eeuwenlang wonen. Daardoor is ze zelf ook een heks; als ze aan iets denkt, gebeurt het, en ze heeft telekinetische gaven. In de toren in het moeras heeft een alchemist een kunstmatige diamant gemaakt en daar zijn glimlach in gelegd, om de diamant te doen schitteren. Iedereen die deze diamant in bezit krijgt, verliest zelf ook zijn vermogen om te lachen. 
De vrienden worden belaagd door een Zwarte Ridder en zijn bende, maar worden net op tijd teruggeflitst naar hun eigen tijd. Suske komt erachter dat hij de armband van tante Sidonia nog heeft. De teletijdmachine is intussen stuk door een onhandigheid van Lambik, en tante Sidonia die de diamant in bezit heeft is nog in het verleden. Nog net op tijd wordt de teletijdmachine gemaakt, zodat Sidonia uit de 14e-eeuwse moerassen kan worden gered.
De baron wordt door Lambik gepakt wanneer bij probeert te vluchten. Hij vertelt dat hij spijt heeft, nadat Wiske een foto ontwikkeld heeft waarop blijkt dat hij de Zwarte Ridder is. Hij heeft de diamant weer aan Sidonia verkocht en heeft Suske en Wiske op valse grond van diefstal beschuldigd. Tante Sidonia is inmiddels erg zwak. Wiske koopt de diamant van haar over, waarna Sidonia meteen opknapt, maar nu is het Wiske die haar lach kwijt is. Daarna kopen de vrienden de diamant steeds over van elkaar, waarbij ze steeds elk hun lach en daarmee ook langzaam hun levenskracht verliezen. De diamant moet daardoor steeds na bepaalde tijd door iemand anders worden overgekocht, om te voorkomen dat de vorige eigenaar helemaal wegkwijnt. Het gaat mis als professor Barabas de diamant in de afvoerput laat vallen en daardoor in een gevaarlijke situatie belandt. De diamant kan nog net op tijd naar boven worden gehaald. 
Alwina koopt nu als laatste de diamant, om aan de lastige situatie een einde te maken. Ze gaat met haar laatste krachten richting de toren. De alchemist koopt de diamant en daarmee wordt de magie verbroken. Alwina heeft haar lach terug en de alchemist zal nu eindelijk de eeuwige rust kennen. Voordat de alchemist met de toren wegzinkt in het moeras, geeft hij Alwina nog een wijze les mee: wie de lach bant, doodt zijn hart.

## Achtergronden bij het verhaal
- Het verschijnsel dat iemand objecten met zijn of haar gedachten kan verplaatsen wordt ook wel telekinese genoemd.
- Fotografie is een ander belangrijk onderwerp in dit verhaal. Wiske probeert nog uit te leggen dat de flits van haar camera door een natuurkundig proces wordt veroorzaakt, maar wordt als heks aangezien.
- Jerom werkt op het ministerie en heeft als nieuwe hobby fotografie. Dit zal ook een belangrijke rol spelen in het volgende verhaal, De zwarte zwaan.
- In Het Spaanse spook kwam ook al een heks met de naam Alwina voor.
- De jeep wordt aangevallen door de lokale drakendoder. Lambik is ook een drakendoder in De ringelingschat en samen met Jerom opnieuw in De schone slaper.
- Het verhaal is ook in het Frans vertaald als Le diamant sombre.
- Voordat 'De Duistere Diamant' in albumvorm verschijnt wordt het op de achterkant van het voorgaande album (De Geverniste Zeerovers) aangekondigd als 'De Zwarte Diamant'.

## Verfilming
In 2004 kwam er een speelfilm gebaseerd op dit verhaal uit. De duistere diamant is daarmee het eerste Suske en Wiske-verhaal waarvan een speelfilmadaptatie is gemaakt.